# Black Radio 2
Black Radio 2 è il sesto album in studio del musicista statunitense Robert Glasper, pubblicato nel 2013 a nome Robert Glasper Experiment.

## Tracce
Edizione Standard
1. Baby Tonight (Black Radio 2 Theme) / Mic Check 2 – 4:23 (Robert Glasper, Casey Benjamin, Mark Colenburg, Derrick Hodge)
2. I Stand Alone (featuring Common & Patrick Stump) – 4:54 (R. Glasper, C. Benjamin, Lonnie Lynn Jr, P. Stump)
3. What Are We Doing (featuring Brandy) – 3:34 (R. Glasper, Claude Kelly, B. Norwood)
4. Calls (featuring Jill Scott) – 5:42 (R. Glasper, Jill Scott)
5. Worries (featuring Dwele) – 3:37 (R. Glasper, M. Colenburg, Paul Morton Jr.)
6. Trust (featuring Marsha Ambrosius) – 7:30 (R. Glasper, M. Ambrosius)
7. Yet To Find (featuring Anthony Hamilton) – 4:40 (R. Glasper, Andrea Martin)
8. You Own Me (featuring Faith Evans) – 4:25 (R. Glasper, Muhammad Ayers, Artia Lockett)
9. Let It Ride (featuring Norah Jones) – 7:08 (R. Glasper, Muhsinah Abdul-Karim)
10. Persevere (featuring Snoop Dogg, Lupe Fiasco & Luke James) – 4:35 (R. Glasper, Anu~Sun, Calvin Broadus Jr., Wasalu Jaco, Luke Boyd)
11. Somebody Else (featuring Emeli Sandé) – 3:43 (R. Glasper, Adele Gouraguine)
12. Jesus Children of America (featuring Lalah Hathaway & Malcolm-Jamal Warner) – 5:29 (Stevie Wonder)

Edizione Deluxe - Tracce Bonus
1. Big Girl Body (featuring Eric Roberson) – 5:05 (R. Glasper, M. Colenburg, E. Roberson)
2. You're My Everything (featuring Bilal & Jazmine Sullivan) – 4:19 (R. Glasper, M. Ayers)
3. I Don't Even Care (featuring Macy Gray & Jean Grae) – 3:31 (R. Glasper, Natalie McIntyre, Tsidi Ibrahim)
4. Lovely Day – 5:07 (Bill Withers)

## Premi
- Grammy Award
  - 2015: "Best Traditional R&B Performance" (Jesus Children - Robert Glasper Experiment featuring Lalah Hathaway and Malcolm-Jamal Warner)

## Classifiche
| Classifica (2013) | Posizione raggiunta |
| ----------------- | ------------------- |
| Regno Unito       | 86                  |
| Stati Uniti       | 16                  |